# BBC東南

播出地區

BBC東南（BBC South East）是英國廣播公司（BBC）在英格蘭的一個播出地區，播出範圍包括了肯特郡和薩塞克斯郡。和ITV子午線不同的是，BBC東南不在埃塞克斯郡南部播出。BBC東南製作地方新聞節目South East Today、新聞雜誌節目Inside Out、政治節目Sunday Politics。BBC東南也獨自製作廣播節目。

## 外部連結
- 在BBC Online了解BBC Local News
- 在BBC Online了解BBC South East Today